# 永川博物馆
永川博物馆（英語：Yongchuan Museum）是一座位于重庆永川区的博物馆。

## 历史
2018年10月26日建成开馆，地址为重庆永川区文昌路801号。开馆当日被授予“重庆自然博物馆永川分馆”牌。总建筑面积9,000平米，馆內藏有1,700余套文物。馆名由文怀沙题写。

## 营业时间
- 周二至周日：上午九点至下午五点
- 周一闭馆

## 外部連結
永川博物馆的新浪微博